# فيكتور وتن
فيكتور وتن (بالإنجليزية: Victor Wooten)‏ هو عازف جاز وعازف قيثارة وملحن أمريكي، ولد في 11 سبتمبر 1964 في ماونتين هوم في الولايات المتحدة.

## وصلات خارجية
- الموقع الرسمي
- فيكتور وتن على موقع IMDb (الإنجليزية)
- فيكتور وتن على موقع ميوزك برينز (الإنجليزية)
- فيكتور وتن على موقع أول ميوزيك (الإنجليزية)
- فيكتور وتن على موقع ديسكوغز (الإنجليزية)